# Wilhelm Morstadt
Wilhelm Morstadt (* 18. März 1829 in Lahr, Deutschland; † 18. Juli 1893 in Karlsruhe, Deutschland) war Kaufmann und Mitglied des Deutschen Reichstags.

## Leben
Morstadt besuchte das Gymnasium in Lahr und absolvierte eine Ausbildung zum Kaufmann. Nach größeren Reisen war er Fabrikant in Paris, wo er bis 1858 lebte. Danach war er bis 1863 Gerant der Badischen Gesellschaft für Gasbereitung und Direktor der Gasanstalt Karlsruhe. Er hatte vielfältige Ämter als Gemeinderat und Bezirksrat, Mitglied der Handelskammer, Vorstand des Gewerbevereins, 2. Vorstand des Vorschussvereins, Landes-Kassier der Badischen Invalidenstiftung, Mitglied der Badischen Kommission für die Pariser Weltausstellung und Badischer Bevollmächtigter für die Wiener Weltausstellung. Morstadt war Mitglied der Karlsruher Freimaurerloge Leopold zur Treue.
Von 1867 bis 1879 war er Mitglied der Badischen II. Kammer für seine Vaterstadt Lahr und von 1874 bis 1878 war er Mitglied des Deutschen Reichstags für den Wahlkreis Baden 6 (Kenzingen, Ettenheim, Lahr, Wolfach) und die Nationalliberale Partei.